# Mistrzostwa Nordyckie w Zapasach 1968
Mistrzostwa odbyły się w stolicy Norwegii, Oslo, 18 kwietnia 1968 roku.

## Tabela medalowa
Gospodarz zawodów został zaznaczony kolorem.
| Poz. | Państwo   |   |   |   | Łącznie |
| ---- | --------- | - | - | - | ------- |
| 1    | Finlandia | 4 | 1 | 2 | 7       |
| 2    | Szwecja   | 3 | 2 | 2 | 7       |
| 3    | Norwegia  | 2 | 3 | 1 | 6       |
| 4    | Dania     | 0 | 1 | 3 | 4       |
|      | Łącznie   | 9 | 7 | 8 | 24      |

## Wyniki

### Styl klasyczny
| Konkurencja         | Złoto                      | Srebro             | Brąz                  |
| Kategoria do 52 kg  | Reino Salimaeki            | Kjell Fernstroem   | Alex Børger           |
| Kategoria do 57 kg  | Risto Björlin              | Oevind Solskjaer   | Johnny Nielsen        |
| Kategoria do 63 kg  | Martti Laakso              | Oystein Davidsen   | Kjell Aronsen         |
| Kategoria do 68 kg  | Matti Poikala              | Veikko Lavonen     | Frank Solberg         |
| Kategoria do 74 kg  | Matti Laakso Harald Barlie | –                  | Leif Andersson        |
| Kategoria do 82 kg  | Nils Inge Nilsson          | Håkon Øverby       | Flemming Kosakewitsch |
| Kategoria do 90 kg  | Tore Hem                   | Per Svensson       | Aimo Mäenpää          |
| Kategoria do 100 kg | Ragnar Svensson            | Allan Thoernstroem | Osmo Hekkala          |